# スタン・コリモア
- スタン・コリーモア

スタンリー・ヴィクター・コリモア（Stanley Victor Collymore, 1971年1月22日 - ）は、イングランド・スタフォードシャー州ストーン出身の元サッカー選手。ポジションはセンターフォワード、イングランド代表通算キャップ数は3（0得点）。2001年に引退した後は各種サッカーメディアでコメンテーターを務める。

## 来歴

### 初期キャリア
少年時代は アストンヴィラのサポーターだった。 ウォルソールFC、 ウルヴァーハンプトン・ワンダラーズFC等のジュニアクラスを渡り歩き、スタッフォード・レンジャーズFCに1990年に入団後、すぐに クリスタル・パレスFCにスカウトされ1990年末に正式にプロ契約した。

### クリスタルパレス、サウスエンド・ユナイテッド
クリスタルパレスで約2年間イアン・ライトとマーク・ブライトからフォワードとしてのプレーを学び、1992年秋に当時Division1（2部）リーグ下位のサウスエンド・ユナイテッドに加入、31試合で18得点を挙げクラブのリーグ残留に貢献した。コリモアはこの時期がプレイしていて最も楽しかったと後に述べている。

### ノッティンガム・フォレスト
下部での活躍が評価され、1993年6月にDivision1に降格したばかりのノッティンガム・フォレストFC へ移籍金200万ポンド（代表キャップ獲得時は75万ポンド上乗せの追加条項付）で移籍を果たした。クラブは18年間に及ぶブライアン・クラフの政権をフランク・クラークが引き継いだばかりだったが、コリモアは1年目から活躍してチームのプレミアリーグ昇格に貢献すると、翌94-95シーズンにはリーグ22得点を挙げ、チームのリーグ3位への躍進とUEFAカップ出場権獲得に貢献した。

### リバプール
94-95シーズンの活躍によりビッグクラブでのコリモア争奪戦が開始され、マーク・ヒューズの後継者を探していたアレックス・ファーガソンのマンチェスター・ユナイテッドやニューカッスル・ユナイテッド、エヴァートン等が噂に上ったが、最終的にコリモアは当時のイングランド史上最高額となる850万ポンドの移籍金でリヴァプールFCが獲得する事となった。
コリモアは95-96シーズン当時アンフィールドでエースとみなされていたロビー・ファウラーと初年度から良好なコンビネーションを築き上げ、2人は合計でシーズン55ゴールを挙げる活躍を見せたが、タイトルには届かなかった。特に同年のFAカップ決勝のマンチェスター・ユナイテッドとの対戦では、74分にイアン・ラッシュ（これが同選手のリヴァプール在籍最後の出場となった）と交代後、エリック・カントナの決勝ゴールをサイドラインから目撃する屈辱を味わった。なお結果的にコリモアのサッカーキャリアで最もタイトルに近付いたのがこの試合であった。
翌96-97シーズン、コリモアは二桁得点を挙げたもののファウラーとのコンビネーションは前シーズンと比較すると今一つで、新監督のロイ・エヴァンスがマイケル・オーウェンを今後の主軸として出場させ始めた事から"スパイス・ボーイズ”内での序列を失い、同シーズン終了後にアストン・ヴィラFCに移籍金700万ポンドで放出された。

### アストンヴィラ、レスター・シティ
少年時代のあこがれだったクラブに移籍したコリモアだったが、思ったような活躍ができなかった。それでも欧州カップ戦でのハットトリック1回と古巣リヴァプール戦で2ゴールを挙げ2-1の勝利に貢献するなど片鱗は見せたが、この時期からコリモアは鬱病を罹患し始めた。治療の為に数週間チームを離れ、ローンでフルアムFCに約3か月加入し1ゴールを挙げたが、結局ジョン・グレゴリーのチームからは99-00シーズン中に自由契約で放出され、マーティン・オニール率いるレスター・シティに移籍した。
レスターではサンダーランド戦でハットトリックを決め、スタンフォード・ブリッジでのチェルシー戦で2ゴールを挙げて勝利するなど多少の活躍を見せたが、精神的な不安定さは解消されず、休暇中にホテルのバーで消火器を噴霧する事件を起こしてしまい、最終的にシーズン終了後に再び自由契約でブラッドフォード・シティへ移籍する事となった。

### ブラッドフォードシティ、オビエド、引退
ブラッドフォードでのデビュー戦となったリーズ・ユナイテッドとのウエストヨークシャー・ダービーではオーバーヘッドキックでゴールを決める活躍を見せたが、その後も精神的に安定せず出場停止を受ける等不安定なプレーを続け、チームも成績不振から監督交代を決断。後任となったジム・ジェフリーズはコリモアやダン・ペトレスク等の高給取り選手をトランスファーリストに載せてチーム改革を図った。
これを受けてコリモアはスペインのレアル・オビエドへと初の国外移籍を決断、2001年1月末に到着したオビエドでは1500人のファンから出迎えを受けた。しかしそのわずか5週間後、3試合に出場したのみで1得点も挙げる事ができないまま、突如コリモアはスポークスマンを通じてフットボール選手としての引退を表明、チームからは契約違反で訴えを起こされた。

### イングランド代表
テリー・ヴェナブルズ監督時代にサッカーイングランド代表の初召集を受け、1995年の アンブロ・カップ メンバーに登録。 ウェンブリー・スタジアムで 日本との親善試合に初出場。続くアンブロカップ第2戦にもブラジルとの試合にも出場。
最後のキャップは1998年の 1998 FIFAワールドカップ・ヨーロッパ予選における サッカーモルドバ代表 戦となった。

## 引退後

### コメンテーターとしての活動
主にイングランドのスポーツメディア各局の番組にフットボールコメンテーターとして出演している。

#### 2022 FIFAワールドカップでのVARを巡る発言
ビデオ・アシスタント・レフェリーの導入に対しては好意的な評価を行っていたが、2022 FIFAワールドカップのグループリーグで議論を呼ぶ判定が相次いだことから、ワールドカップの特にノックアウトステージは世界でも最も優秀な審判が出場するはずで、ノックアウトステージではVARは不要だと指摘した。グループリーグのアルゼンチンｰポーランド戦でアルゼンチンのリオネル・メッシが相手キーパーとのわずかな接触でPKが与えられたシーンを挙げ、「過去150年で世界のどこでもペナルティにならなかったプレーだ」として、VARによってファウルとなる基準を恣意的に下げることができてしまう懸念を指摘した。スペインｰ日本戦の日本ゴールシーン（いわゆる「三笘の1ミリ」）についても「あのボールがフィールド内に残っていたという判断は、気持ち的には間違いで常識に欠けるように見える。線から1ミリでも出ればアウトとするルールにした方が公平だろう。レーザーのトリップワイヤでボールがはみ出たかどうかを測定すればよい」などとする見解を述べた。

### 私生活
自らが患った鬱病に関するチャリティ活動にかかわっている。また、自伝を出版し、その中で医師から境界性人格障害であると診断されている旨告白している。